# Wilmer McLean
Pour les articles homonymes, voir McLean.
Wilmer McLean (3 mai 1814 - 5 juin 1882) était un épicier de Virginie. Il est dit que la guerre de Sécession a commencé dans son jardin et a fini dans son salon.

## Biographie
Les hostilités débutent le 21 juillet 1861, avec la première bataille de Bull Run, dans la ferme de McLean, dans sa plantation du Yorkshire, à Manassas, Virginie. Ce jour-là, l'artillerie de l'Armée de l'Union tire sur la maison de McLean, siège du brigadier general confédéré Pierre Gustave Toutant de Beauregard. Un boulet de canon tombe dans sa cuisine. Beauregard écrivit après la bataille qu'« un effet comique de cet échange d'artillerie fut la destruction de mon dîner et celui de mes hommes par un obus des fédérés qui atterrit dans l'âtre de mon quartier-général de la maison de McLean ».
McLean était retraité de la milice de Virginie et était trop âgé pour retourner en service au moment de la guerre civile. Il vivait du commerce de sucre avec l'Armée confédérée. Il décide de déménager car ses activités commerciales étaient centrées principalement en Virginie du Sud et l'Armée de l'Union étant présente en la Virginie du Nord, cela rendait difficile ses activités. Il était certainement aussi motivé par l'envie de protéger sa famille de l'expérience traumatisante des combats. Au cours du printemps 1863 lui et sa famille déménagent de 200 km au sud, dans le comté d'Appomattox, près de l'Appomattox Court House.
Le 9 avril 1865, la guerre revient jusqu'à Wilmer McLean lorsque le lieutenant-général Ulysses S. Grant reçoit la reddition du général confédéré Robert Lee dans le salon de la maison de McLean, près d'Appomattox Court House, mettant ainsi fin à la guerre. Plus tard, il est supposé que McLean a déclaré que « la guerre a commencé dans ma cour et elle s'est achevée dans mon salon ».